# Карнеев, Егор Васильевич
Егор Васильевич Карнеев (1773 — 1848 или 1849) — генерал-лейтенант, директор Департамента горных и соляных дел, директор Горного кадетского корпуса, член совета Министерства финансов, сенатор, переводчик, писатель.

## Биография
Родился в 1773 году. Происходил из дворян Харьковской губернии. Сначала учился в Харькове, затем — в Московском университете.
В 1789 году поступил на службу в лейб-гвардии Семеновский полк. В 1796 году произведён в капитаны с назначением состоять при дежурстве у князя H. В. Репнина. В 1798 году сопровождал его в поездке в Берлин и Вену. В том же году был назначен состоять инспекторским адъютантом при генерале от инфантерии Ласси, который заменил попавшего в опалу Репнина; 11 июня 1799 года, по воле императора Павла I, был отставлен от службы.
С 1800 года — на гражданской службе, вначале — цензором в Виленской цензуре, затем последовательно занимал должности экспедитора канцелярии генерал-прокурора Беклешева (1801), правителя канцелярии архангельского (1802) и николаевского военных губернаторов (1803), начальника отделения медицинской экспедиции Министерства внутренних дел (1804), начальника отделения в экспедиции Государственного хозяйства (1805).
В 1809 году назначен управляющим Главным управлением мануфактур.
В 1811 году был назначен директором Департамента мануфактур и внутренней торговли. Состоя в этой должности он неоднократно был командирован в разные губернии для обозрения фабрик и заводов. В июне 1816 года он был определён председателем комитета, учреждённого в Москве для снабжения войск сукнами. За значительные сбережения был награждён орденом св. Владимира 2-й степени.
В 1822 году назначен попечителем Харьковского учебного округа.
С 16 августа 1824 года — управляющий Департаментом горных и соляных дел и одновременно директор Горного кадетского корпуса (1824—1834) и членом совета Министерства финансов.
В 1825 году стал инициатором издания при Горном департаменте «Горного Журнала или собрания сведений о горном и соляном деле, с присовокуплением новых открытий по наукам, к сему предмету относящимся», который должен был служить для распространения сведений и новых открытий по горной части и давать возможность служащим по горному ведомству следить за успехами и ходом наук в Западной Европе.
С 1825 года состоял членом Главного правления училищ и Мануфактур-совета (с 1828 года).
В 1826 году по инициативе Карнеева были дарованы важные права и преимущества по горной службе и Горный кадетский корпус был переименован в Горный институт, при этом воспитанники двух высших классов получили звание студентов.
В 1830 году был командирован на Луганский литейный завод для изыскания на месте средства к приведению его в лучшее положение.
В 1834 году был переведён в Корпус горных инженеров генерал-лейтенантом; неоднократно исполнял обязанности начальника штаба Корпуса горных инженеров.
В 1836 году Карнеев был командирован в Крым и на бессарабские соляные озера для осмотра местных соляных производств.
18 апреля 1837 года он был уволен от занимаемых должностей директора Департамента горных и соляных дел и Горного кадетского корпуса и пожалован званием сенатора, с назначением присутствовать в Межевом департаменте сената.
Умер 5 (17) января 1848 года по сведениям Петербургского некрополя или 17 (29) января 1849 года по информации «Биографического словаря А. А. Половцова». Похоронен на Волковском православном кладбище.

## Труды
Известны его труды: «Приключения Бониквеста, сына Целестанова, обитателя счастливой страны Интры» (М., 1800 — духовно-нравственное сочинение, написанное Карнеевым, когда он был ещё студентом); «Божественная философия в отношении к непреложным истинам, открытым в тройственном зерцале: вселенныя, человека и священного писания» (с франц., М., 1818—1819); «Дух законов» (сочинение Монтеске, с франц., СПб., 1839; 2-е изд. — 1862); «Le Christ devant le siècle» (с франц.; в «Маяке», 1845); «Священные песнопения древняго Сиона, или стихотворное переложение Псалмов, составляющих Псалтирь» (СПб., 1846); «Творения Тертуллиана» (СПб., 1847; 2-е изд. — 1849—1850); «Творения Лактанция» (СПб., 1848).

## Семья
Жена: Елена Сергеевна Лашкарёва (21.05.1786—16.10.1830). Их дети: 
- Александра (1832—1862), в замужестве за Германом Дмитриевичем Примо;
- Екатерина (?—05.09.1890) — жена генерал-майора.